# Thomas Burr Osborne (Chemiker)
Thomas Burr Osborne (* 5. August 1859 in New Haven, Connecticut; † 29. Januar 1929 ebenda) war ein US-amerikanischer Chemiker. Er wirkte über 40 Jahre als Biochemiker an der Connecticut Agricultural Experiment Station in New Haven und analysierte Proteine von Pflanzensamen sowie deren Aufbau und Verteilung. 1913 veröffentlichte er zudem mit Lafayette B. Mendel, zeitgleich mit Elmer McCollum, die Entdeckung des Vitamin A.

## Leben
Thomas Burr Osborne kam 1859 in New Haven, Connecticut als Sohn von Arthur Dimon Osborne und Frances Louisa Blake zur Welt. Die Vorfahren seiner Eltern kamen Anfang des 17. Jahrhunderts aus England und zählten zu den ersten Siedlern in Massachusetts. Seine Großväter waren der Politiker Thomas Burr Osborne und der Erfinder Eli Whitney Blake. Sein Vater war Anwalt und Bankier sowie mehrere Jahre Präsident der Second National Bank of New Haven. Thomas B. Osborne erhielt seine Schulausbildung an der Hopkins Grammar School, interessierte sich früh für Vögel und die Natur und wurde durch seinen Onkel Eli Whitney Blake, Jr., Physikprofessor an der Brown University, für die Naturwissenschaften begeistert.
1877 ging er an die Yale University, wo er 1881 seinen Bachelor-Abschluss machte. Er wollte dann Medizin studieren, wechselte aber nach einem Jahr zur Chemie, wo er unter William G. Mixter 1885 promovierte. Nach einem weiteren Jahr in Yale ging er auf Initiative seines späteren Schwiegervaters Samuel W. Johnson an die Connecticut Agricultural Experiment Station (CAES). Johnson war Professor für Agricultural Chemistry an der Sheffield Scientific School der Yale University und Direktor der CAES. Seine Tochter Elizabeth Annah Johnson heiratete Osborne Ende 1886. Er wirkte bis kurz vor seinem Tod 1929 über 40 Jahre an der Forschungseinrichtung.

## Wirken
Die Forschungsarbeiten von Thomas B. Osborne gliederten sich in zwei Hauptthemengebiete. Bis 1909 analysierte er den Proteingehalt von Pflanzensamen sowie deren Aufbau und Verteilung. Danach begann eine zwanzigjährige Zusammenarbeit mit Lafayette B. Mendel, mit dem er entscheidend zur Entdeckung des Vitamin A beitrug.

### Pflanzenproteine
Durch Anregung von Samuel W. Johnson und aufbauend auf Arbeiten von Heinrich Ritthausen begann Osborne 1888 mit der Isolierung von Proteinen aus Pflanzensamen. Beginnend mit Hafer, untersuchte er über 30 unterschiedlichen Getreidesamen und bestimmte den Anteil an Albuminen, Globulinen, Prolaminen und Glutelinen, die nach ihrer Löslichkeit die nach ihm benannten Osborne-Fraktionen bilden. Er bestimmte zudem die in den Proteinen enthaltenen Aminosäuren. Er verwendete dazu von Albrecht Kossel und Emil Fischer um die Jahrhundertwende entwickelte Hydrolyseverfahren und konnte die Arbeiten zum Proteinaufbau von Ritthausen, Kossel und Fischer maßgeblich erweitern und präzisieren. So zeigte er unter anderem, dass im Speicherprotein Zein des Mais die von Frederick Gowland Hopkins entdeckte Aminosäure Tryptophan nicht vorkommt. Osborn fasste seine Ergebnisse 1909 in der Monographie The Vegetable Proteins zusammen, die überarbeitet 1924 in zweiter Auflage und 1910 in deutscher Übersetzung in Ergebnisse der Physiologie erschien.

### Entdeckung des Vitamin A
Ab 1909 untersuchten Mendel und Osborne in Tierversuchen mit Albinoratten den Einfluss von unterschiedlichen isolierten Proteinen auf Wachstum und Entwicklung von Jungtieren sowie auf die Gesundheit von ausgewachsenen Ratten. Die Versuche zeigten, das einige Aminosäuren essentiell für das Überleben sind und mit der Nahrung aufgenommen werden müssen, wobei andere nur entscheidend beim Wachstum von Jungtieren sind.
Weiterhin zeigten die Versuche, dass es bei der ausschließlichen Ernährung von Jungtieren mit Proteinextrakten, Zucker, Stärke und Schweinefett zu einem eingeschränkten Wachstum kam, sie sich aber bei der Zugabe von Milchpulver oder Butter voll entwickelten. Auch spezielles proteinfreies Milchpulver führte zu mangelnder Entwicklung und Vergleiche zwischen dem normalen und dem proteinfreien Milchpulver zeigten, dass letzterem auch das Milchfett fehlte. Mendel und Osborne schlossen daraus, dass in der Milch neben den Proteinen ein weiterer Stoff enthalten sein muss, der für das Wachstum essentiell ist und führte schließlich zeitgleich mit Elmer McCollum und Marguerite Davis zur Entdeckung des fettlöslichen Faktors A, der später Vitamin A genannt wurde. McCollum hatte 1913 drei Wochen vor Osborne und Mendel die Ergebnisse ähnlicher Studien im selben Journal eingereicht und war zum selben Schluss gekommen. In der Folgezeit extrahierten Mendel und Osborne aus Butter, Eigelb und Dorschleber ein gelbliches Öl, das aus Olivenöl oder Schweinefett nicht zu erhalten war. In den 1930er Jahren konnte dann von anderen Wissenschaftlern gezeigt werden, dass es sich bei dem gelblichen Farbstoff um β-Carotin handelt, einer Vorstufe von Vitamin A (Retinol).

## Auszeichnungen (Auswahl)
- 1910: Mitglied der National Academy of Sciences[11]
- 1914: Mitglied der American Academy of Arts and Sciences[12]
- 1922: John Scott Award (Philadelphia City Council)[13]
- 1925: Mitglied der Leopoldina
- 1928: Thomas Burr Osborne Medal (American Association of Cereal Chemists)[14]

## Werke
- The Proteins of the Wheat Kernel. Carnegie Institution, Washington, D.C. 1907.
- The Vegetable Proteins. Longmans, Green and Co., London 1909 (2. Auflage 1924).